# Doping op de Olympische Zomerspelen 2012
Dit artikel geeft een overzicht van dopinggevallen voor en tijdens de Olympische Zomerspelen van 2012 in Londen.

## Aanloop naar de Spelen
Sommige atleten die zich hadden gekwalificeerd voor de Spelen werden uitgesloten van deelname op basis van positieve dopingtests afgenomen vóórdat ze naar de Spelen afreisden; daaronder:
- De Turkse gewichtheffers Fatih Baydar (mannen, tot 85 kg) en Ibrahim Arat (mannen, tot 94 kg) werden door hun eigen bond teruggetrokken.[1][2] Zij hadden positieve tests afgelegd op 7 juli.
- De Hongaarse discuswerpers Róbert Fazekas (steroïden) en Zoltán Kővágó (die een dopingtest weigerde).[3]
- De Griekse hoogspringer Dimítrios Chondrokoúkis (positief voor stanozolol).[4]
- De Marokkaanse 1.500 meter-loopster Mariem Alaoui Selsouli  (furosemide)[5]
- De Marokkaanse 800 meter-loper Amine Laâlou (furosemide)[6]
- De Franse 5.000 meter-loper Hassan Hirt, die vlak vóór hij naar Londen afreisde, op 3 augustus positief testte op epo.[7]
- De Moldavische atlete Marina Marghieva (hamerslingeren) werd teruggetrokken na een positieve test vóór de Spelen.[8]
- De Braziliaanse skiff-roeister Kissya Cataldo da Costa, die positief testte in Brazilië op 12 juli. Het nieuws van de positieve test raakte pas bekend tijdens de Olympische competitie. Ze had reeds geroeid in de series, kwartfinale en halve finale maar gaf daarna forfait voor de C-finale.[9]
- De Wit-Russische drievoudige wereldkampioen kogelslingeren Ivan Tsichan moest zich vlak vóór de kwalificatiewedstrijd terugtrekken nadat bekend raakte dat er verboden substanties waren gevonden in zijn urinestaal van de Olympische Zomerspelen 2004 in Athene, dat in het voorjaar van 2012 opnieuw was onderzocht met de nieuwste technieken. Dat betekende ook dat hij zijn zilveren medaille uit die Spelen moest inleveren.[10]
- De sprintster Tameka Williams uit Saint Kitts en Nevis werd daags na de openingsceremonie door haar Olympisch comité teruggetrokken op basis van een verklaring waarin ze had bevestigd een verboden substantie te hebben genomen, hoewel ze geen positieve dopingtest had afgeleverd.[11]

## Londen 2012
De antidopingcampagne van de Olympische Zomerspelen 2012 in Londen begon op 16 juli 2012. In totaal zouden tot het einde van de Spelen meer dan 5000 dopingtests uitgevoerd worden. Volgens de regels van het IOC verjaren dopinggevallen na acht jaar, zodat atleten nog tot augustus 2020 kunnen gesanctioneerd worden voor dopingovertredingen op de Spelen (analoog aan het geval Ivan Tsichan hierboven).

### Pre-competitie
Op basis van positieve dopingtests afgenomen in Londen vóór de start van hun competitie, werden deze atleten uitgesloten van deelname aan de Spelen:
- De Russische baanwielrenster Victoria Baranova, die aan de sprint zou deelnemen, leverde op 24 juli een positieve test voor lichaamsvreemd testosteron. Ze werd niet toegelaten tot de Spelen.[13]
- De Colombiaanse atleet Diego Palomeque Echevarria, ingeschreven voor de 400 meter heren, testte op 26 juli in Londen eveneens positief voor lichaamsvreemd testosteron.[14]
- De Albanese gewichtheffer Hysen Pulaku testte op 23 juli in Londen positief voor stanozolol. Hij werd uitgesloten van deelname aan de Spelen.[15]
- De Oezbeekse gymnaste Loeiza Galioelina testte op 25 juli positief op furosemide. Ze werd in afwachting van het onderzoek van het B-staal voorlopig uitgesloten van deelname aan de Spelen[16]
- De Italiaanse atleet Alex Schwazer, die zou deelnemen aan de 50 kilometer snelwandelen, testte positief op epo bij een pre-competitietest op 30 juli 2012 en werd uitgesloten van deelname aan de Spelen.[17]

### Tijdens de competitie
Tijdens de Olympische wedstrijden werden de volgende atleten betrapt op het gebruik van verboden middelen:
- De Wit-Russische atlete Nadzeja Astaptsjoek, die het kogelstoten bij de vrouwen had gewonnen, werd betrapt op het gebruik van metenolon, een anabole stof. Ze moest haar gouden medaille inleveren;  die ging naar Valerie Adams uit Nieuw-Zeeland.[18]
- De Syrische hordeloopster Ghfran Almouhamad testte positief op methylhexanamine na haar reeks in de 400 m horden, waarin ze achtste eindigde. Ze werd gediskwalificeerd.[19][20]
- De Amerikaanse judoka Nicholas Delpopolo werd 7e in de categorie tot 73 kg. Maar na de competitie op 30 juli 2012 testte hij positief op de verboden stof lichaamsvreemd 11-nor-delta-9-tetrahydrocannabinol-9-carbonzuur (metaboliet van tetrahydrocannabinol wat cannabisgebruik aantoont), en hij werd gediskwalificeerd.[21]